# Radikal Bikers
Radikal Bikers è un videogioco arcade del 1998 di genere simulatore di guida, sviluppato e pubblicato da Gaelco in Europa; nello stesso anno, Atari Games lo pubblica in Nord America mentre SNK in Giappone. Un anno dopo Bit Managers lo converte per la console PlayStation, edita solo in Europa dalla Infogrames.
Alcune sue caratteristiche vennero implementate in un prossimo titolo di punta della software house spagnola, Smashing Drive, di cui è considerato il sequel spirituale. In fase di produzione fu soprattutto il sequel ufficiale, il quale non ha mai visto la luce.

## Modalità di gioco

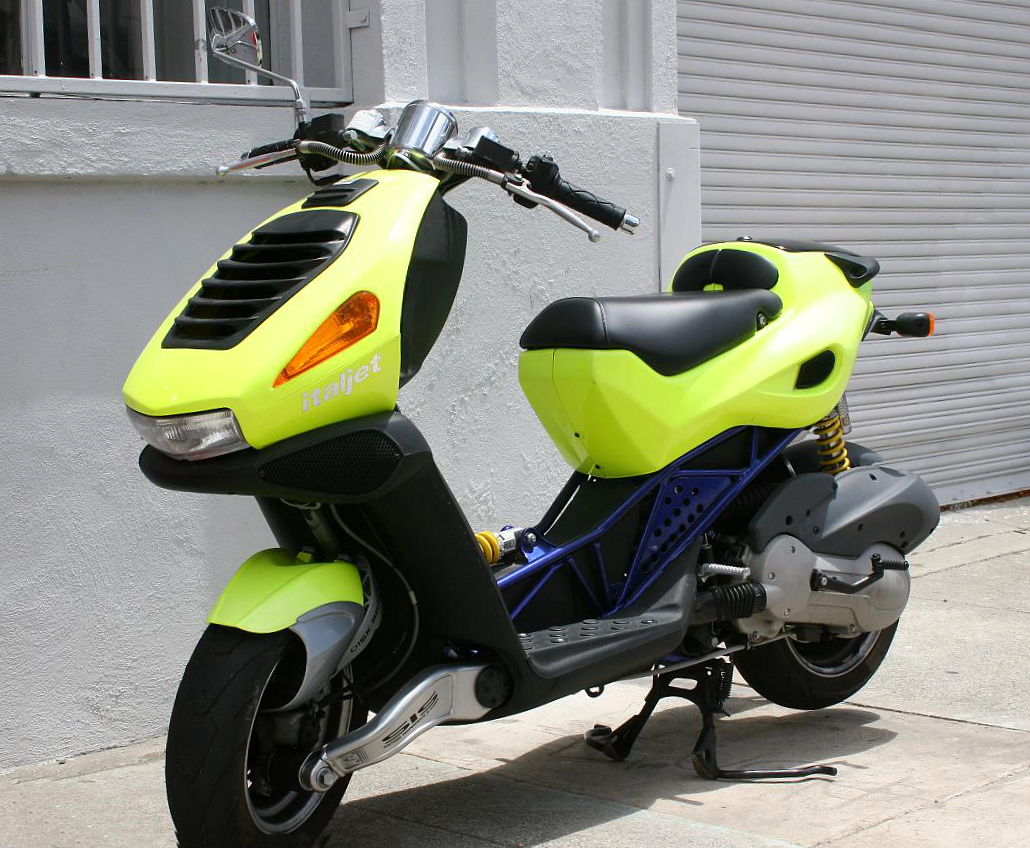
Italjet Dragster, il motorino simbolo di questo videogioco (qui nel modello 180).

In Radikal Bikers il giocatore impersona uno dei quattro fattorini che consegnano le pizze in sella allo scooter Italjet Dragster 50. Entro un tempo prestabilito recapita appunto le pizze a destinazione prima dell'avversario controllato dal computer, destreggiandosi in mezzo al traffico caotico e ottendo punti mediante gli utili power-up disseminati lungo la strada. Questi ultimi sono presenti sospesi in aria sotto forma di blocchi prismoidali.
Il titolo consta di tre selezionabili livelli, abbinati a tre difficoltà e composti da quattro gare ciascuno, le quali, se superate con successo consentono di accedere a quello successivo. Ognuno dei livelli si svolge in vari ambienti cittadini che riecheggiano per diversi aspetti quelli dell'Italia: Margherita (facile, ambientato a Milano), Capricciosa (medio, ambientato a Roma), e Diabola (difficile, ambientato a Napoli).
Solo nella versione PlayStation è disponibile l'esclusiva modalità "Radikal", nella quale il giocatore intraprende una carriera lavorativa come fattorino in varie pizzerie, a cominciare dalla tradizionale, per poi alla fine farsi assumere da quella di lusso. Simile all'originale arcade, se vi si vogliono avere nuove assunzioni e al contempo acquistare nuovi scooter, nelle quattro gare di ogni livello una pizza la si consegna intatta e senza rovinarla, ricevendo al termine di esse il valore alto della mancia espresso in punteggio. A questo scopo prevede anche di scovare e raccogliere gli ingredienti della Mega Pizza (ce n'è uno diverso per ciascuna gara).
Sono sette i livelli in totale, i cui primi tre sono quelli originali mentre gli ultimi quattro inediti, con nuovi luoghi: Marinara (il quarto, ambientato a Venezia), Fantasia (il quinto, ambientato a Parigi), Reggiana (il sesto, ambientato a Londra), e Americana (il settimo, ambientato a New York).
Infine, sempre solo nella versione PlayStation si possono fare delle sfide competitive per due giocatori su circuiti basati su alcuni dei livelli di gioco.

### Power-up
- Turbo (T)[N 3] - Aumenta temporaneamente la velocità dello scooter e gli permette anche di passare sopra i veicoli e i mezzi cittadini.
- Power Kick[N 3] - Contrassegnato con il simbolo della bomba sferica, consente di far esplodere i mezzi e i veicoli colpendoli con un calcio.
- Extra Point ($) - Fa ottenere un bonus di 3000 punti.
- Extra Time - Contrassegnato con il simbolo della clessidra, si guadagna il bonus di un secondo sul tempo rimanente.
- The Joker (?) - Fornisce un power-up casuale oppure dei punti bonus a seconda del punto in cui viene raccolto e del personaggio selezionato.

Nella modalità "Radikal" vengono introdotti tre difettosi power-up, i quali fanno la loro apparizione nei nuovi livelli e, raccogliendoli, fanno guadagnare 100 punti ciascuno:
- Breakdown - Contrassegnato con il simbolo della chiave a forchetta, inverte i comandi direzionali per qualche istante.
- Trunk Locked - Contrassegnato con il simbolo del lucchetto, per un breve periodo non permette di utilizzare il Turbo quando è attivato.
- Speeding Ticket - Contrassegnato con il simbolo del diodo, causa il rallentamento temporaneo dello scooter.

## Versione per Game Boy Color
Nuovamente per opera di Bit Managers, questo porting di Radikal Bikers per la portatile di casa Nintendo è stato quasi ultimato, ma fu cancellato a causa del flop riscontrato nelle vendite di quello PlayStation. Venne rilasciato per la prima volta il 31 maggio 2023 sulla console portatile dedicato al retrogaming Evercade, all'interno del terzo volume di Piko Interactive Collection.
La grafica e gli sprites sono del tutto in 2D, con una visuale di gioco sopraelevata nello stile simil isometrico. Essendo allo stadio di prototipo difatti non vi fa apparizione il fattorino avversario controllato dal computer. Quattro i livelli che lo constano, da cinque stage ciascuno rivolti solo a un unico giocatore. Il gameplay rimase tale e quale l'originale arcade, però tuttavia, i punti qui vengono assegnati raccogliendo non più i power-up (questi ultimi sono in oggetto anziché a blocchi), bensì le disseminate monete col simbolo del dollaro ($).

## Colonna sonora
Le musiche dei quattro brani di Radikal Bikers (due dell'originale arcade e due nuovi introdotti nella versione PlayStation) sono composte dal musicista di Gaelco Joan Sanmarti. Tutte le loro liriche sono scritte da James Emirzian Waldementer.

## Accoglienza
La rivista del passato Next Generation diede all'originale arcade di Radikal Bikers un 4 su 5 come voto. La conversione per PlayStation ha avuto invece dalla critica europea di settore dei pareri contrastanti.